# Futárposta
A futárposta (futárposta-szolgáltatás) egy postai szolgáltatás a küldemények továbbítására.

## Története
Futárokat az ókor óta gyakran alkalmaznak levelek és egyéb küldemények biztonság továbbítására.

## Hatályos jogunkban
A futárposta-szolgáltatás egy belföldi postai szolgáltatás. A hatályos magyar postatörvény szerint "olyan - a küldemény felvételétől számított legfeljebb 24 órán belül teljesítendő - időgarantált postai szolgáltatás, amelynek keretében a postai szolgáltató arra vállal kötelezettséget, hogy a postai küldemény felvételét végző személy a postai küldeményt a kézbesítés megkísérléséig megszakítás nélkül személyes felügyelete alatt tartja oly módon, hogy a feladó ez alatt bármely időpontban rendelkezhessen a postai küldemény címzettjének vagy címének a megváltoztatásáról, és sikertelen személyes kézbesítés esetén megtehesse a szükséges intézkedéseket."